# 25. Sinfonie (Mozart)
Die Sinfonie g-Moll Köchelverzeichnis 183 komponierte Wolfgang Amadeus Mozart im Oktober 1773 in Salzburg. Er war damals 17 Jahre alt. Nach der Alten Mozart-Ausgabe trägt die Sinfonie die Nummer 25. Sie wird auch „kleine“ g-Moll-Sinfonie genannt, in Abgrenzung zu Mozarts 40. Sinfonie KV 550, die in der gleichen Tonart komponiert wurde.

## Allgemeines

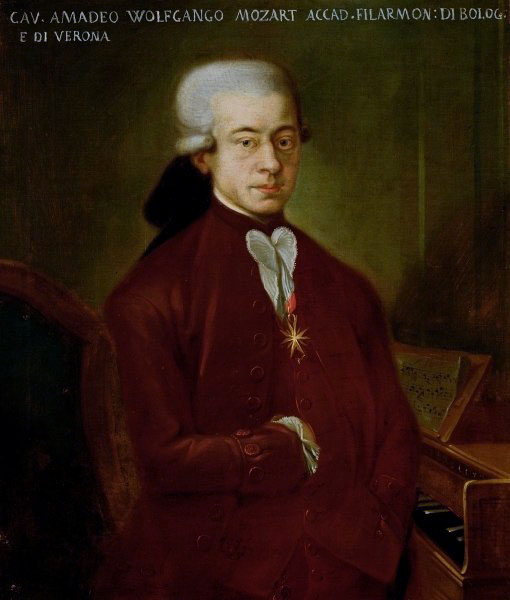
Mozart im Jahr 1777

Im Jahr 1773 war Mozart erzbischöflicher Konzertmeister in Salzburg. Er vollendete die Sinfonie Köchelverzeichnis (KV) 183 am 5. Oktober 1773. Damit liegt es nahe zu vermuten, dass das Werk zumindest teilweise parallel zur Sinfonie B-Dur KV 182 bearbeitet wurde, wobei KV 182 einen ganz anderen Charakter als KV 183 hat. Weitere allgemeine Angaben zur Entstehung siehe bei KV 162.
Die Sinfonie enthält einige Strukturen, die für Mozart bis dahin ungewöhnlich waren und vom galanten, unterhaltsamen Stil voriger Kompositionen abweichen: KV 183 ist seine erste Sinfonie in Moll (abgesehen von der wohl nicht von Mozart komponierten Sinfonie KV Anh. 220 (16a) in a-Moll und der Sinfonie/Ouvertüre zum Oratorium La Betulia liberata KV 118 in d-Moll) und ist ungewöhnlich ausdrucksstark (Verwendung von zahlreichen Synkopen, Dissonanzen, Tremolo- sowie Unisono-Passagen, differenzierte Dynamik und Rhythmik). Dies sind typische Merkmale der Sturm-und-Drang-Zeit, in deren Kontext das Werk auch von mehreren Autoren diskutiert wird. In der älteren Literatur wird teilweise versucht, KV 183 einer Lebenskrise von Mozart zuzuordnen:

„Überdies ist die g-Moll-Sinfonie (…) sehr romantisch, und es ist erstaunlich, dass ein Siebzehnjähriger so schmerzlich empfinden und diese Empfindungen ausdrücken kann. (…) Beide Werke drücken mit fast identischen Mitteln die gleichen schmerzlichen Empfindungen aus. Aber während Mozart 1788 leider schon vor Musset hätte sagen können: ‚Nichts macht uns so gross wie ein grosser Schmerz‘, hatte er 1773 noch keine Veranlassung dazu. Warum also leidet er? (…) Intuition? Vorahnung? Gibt es überhaupt einen Grund? Stehen wir nicht vor dem ewigen Wunder, dem unerklärlichen Geheimnis ‚Genie‘?“

„Wohl möglich, dass Mozart dieses Selbstbekenntnis, das weder mit der damaligen Gesellschaftskunst mehr etwas gemein hat, noch aber auch die befreiende Luft der Haydnschen, geschweige denn der Beethovenschen Finales kennt, in einer trüben Stunde geschrieben hat, da ihn das Bewusstsein seiner beengenden Lage in Salzburg übermannte, möglich auch, dass ihm der Erzbischof, dessen Musikanschauung ein derartiges Verlassen des ‚guten Anstandes‘ unmöglich gutheißen konnte, daraufhin Vorhaltungen gemacht hat.“

Wolfgang Hildesheimer lehnt solche Deutungen ab: „Denkt man den Irrtum zu Ende, so müsste man zu dem Schluss gelangen, Goethe habe Selbstmordabsichten gehegt, als er den ‚Werther‘ schrieb.“ Hildesheimer weist darauf hin, dass Mozart in Briefen aus Italien an seine Schwester Andeutungen an eine leidenschaftliche Liebe macht; möglicherweise ist das ein Grund für die „Krise“? Vielleicht hat Mozart mit KV 183 auch seine Höreindrücke vom Aufenthalt in Wien 1773 verarbeitet. Michael Kontarsky nennt als mögliche Referenzwerke Sinfonien von Joseph Haydn, insbesondere dessen Sinfonie Nr. 39, die ebenfalls in g-Moll steht und mit vier Hörnern besetzt ist. Denkbar ist weiterhin, dass es sich einfach um eine „Experimentalsinfonie“ ohne äußeren Anlass handelt – ähnlich wie beim ersten Satz der ebenfalls 1773 komponierten Sinfonie KV 184.
Als Mozart in den 1780er-Jahren Sinfonien für eine Konzertreihe benötigte, ließ er sich von seinem Vater aus Salzburg eine Sammlung von um 1773 entstandenen Sinfonien schicken, darunter auch KV 183. Vermutlich aus diesem Grund versuchte er, das Datum im Autograph auszuradieren, um das Werk als neue Komposition darstellen zu können (vgl. KV 162).

## Zur Musik
Besetzung: zwei Oboen, vier Hörner, davon zwei in B und zwei in G (im zweiten Satz in Es), Violinen I/II, Viola, Cello, Kontrabass; das Fagott ist nur im Andante und im Trio des Menuetts separat notiert, bei den anderen Sätzen dürfte es – wie damals üblich – unausgeschrieben mit zur Verstärkung der Bassstimme eingesetzt worden sein. Dasselbe gilt wahrscheinlich, sofern im Orchester vorhanden, für das Cembalo als Generalbass-Instrument.
Aufführungszeit: ca. 25–30 Minuten.
Bei den hier benutzten Begriffen der Sonatensatzform ist zu berücksichtigen, dass dieses Schema in der ersten Hälfte des 19. Jahrhunderts entworfen wurde (siehe dort) und von daher nur mit Einschränkungen auf die Sinfonie KV 183 übertragen werden kann. – Die hier vorgenommene Beschreibung und Gliederung der Sätze ist als Vorschlag zu verstehen. Je nach Standpunkt sind auch andere Abgrenzungen und Deutungen möglich.

### Erster Satz: Allegro con brio
g-Moll, 4/4-Takt, 214 Takte
Die Audiowiedergabe wird in deinem Browser nicht unterstützt. Du kannst die Audiodatei herunterladen.
Der Satz beginnt ungewöhnlich mit dem „rhythmisch bewegten“ ersten Thema: Das Orchester spielt (zunächst ohne die Hörner) die Töne G-D-Es-Fis jeweils einen Takt lang unisono und forte, wobei durch die Synkopen in den Violinen und der Viola eine unruhige Atmosphäre entsteht. Diese Figur geht in eine Unisono-Bewegung aus aufsteigendem Akkord, Sechzehntelfloskel und zur Dominante D-Dur schließender Wendung im punktierten Rhythmus über („erstes Thema“, Takt 1 bis 12). Der Themenkopf wird nun zweimal als Variante in kontrastierender Klangfarbe wiederholt: Zunächst noch im Forte, jedoch mit eigenständiger Bassbegleitung in schreitenden Vierteln, dann piano mit stimmführender, „klagender“ Oboe in ganztaktigen Noten und ruhiger Streicherbegleitung. Die Fortspinnung der Oboenmelodie läuft pianissimo in D-Dur aus.
Der Forte-Abschnitt ab Takt 29 schließt vom Charakter an den Kopf vom ersten Thema an: Charakteristisch ist ein viertaktiges Motiv, das aus Oktavsprung aufwärts in ganztaktigen Noten und einer Floskel mit dreifacher Tonwiederholung besteht. Dieses Motiv tritt zunächst von Tremolo unterlegt versetzt in den Streichern auf. Ab Takt 37 wird die Tonwiederholungsfloskel von Viola und Bass durch verschiedene Tonarten geführt (u. a. nach B-Dur, c-Moll, a-Moll, d-Moll), darüber spielen die Violinen versetzt den Synkopenrhythmus vom Satzanfang zusammen mit einem auf- und absteigenden Akkord im Tremolo. Dieser Tremolo-Akkord dominiert ab Takt 49, wird u. a. nach a-Moll und b-Moll geführt, bis er in Takt 58 F-Dur erreicht hat, das als Dominante zum B-Dur des folgenden zweiten Themas fungiert.
Das zweite Thema (Takte 59–74, Tonikaparallele B-Dur) „traurig und tänzerisch zugleich“ ist im Piano und nur für Streicher gehalten. In der viertaktigen erste Hälfte verziert die stimmführende 1. Violine das Thema mit zahlreichen Vorschlägen, begleitet von Synkopen der 2. Violine und Staccato-Vierteln im Bass. Der ebenfalls viertaktige Nachsatz ist durch sein gleichmäßiges Achtelmotiv mit vierfacher Tonwiederholung gekennzeichnet. Ab Takt 66 wird das Thema als Variante mit Bläsern forte wiederholt. Die Schlussgruppe (Takt 74 ff.) beschließt die Exposition mit auf- und abwärtsrollenden Sechzehntel-Läufen, den auf- und abwärtsgehenden Tremolo-Akkorden sowie Synkopenbegleitung.
Die Durchführung (Takte 83–116) setzt die Tremolo-Bewegung vom Ende der Schlussgruppe zunächst nahtlos fort, allerdings mit Chromatik angereichert. Ab Takt 87 tritt ein neues rhythmisches Motiv aus vier Tönen in c-Moll auf, das die Streicher versetzt spielen und das an den Beginn vom vierten Satz erinnert. In Takt 97 erfolgt ein abrupter, kontrastierender Wechsel zur „Ruhephase“, die ähnlich Takt 17 ff. aufgebaut ist: Die Oboe spielt mit ganzen Noten den Kopf vom ersten Thema, unterlegt von ruhiger Streicherbegleitung. Diese Ruhepassage wird jedoch durch dramatische Einwürfe des ganzen Orchesters im Unisono-Tremolo unterbrochen.
Die Reprise (ab Takt 117) ist ähnlich der Exposition strukturiert. Nach der Wiederholung von Durchführung und Reprise beendet Mozart den Satz mit einer Coda. Diese fängt zunächst als imitatorisch gearbeitete Variante des ersten Themas an, spinnt das Motiv mit seinen Synkopen dann aber fort und schließt den Satz „düster und grossartig“ im Tremolo der Violinen über dem ausformulierten g-Moll Dreiklang im Bass.
Je nach Standpunkt sind auch andere Satzgliederungen möglich.

### Zweiter Satz: Andante
Es-Dur, 2/4-Takt, 72 Takte, Streicher mit Dämpfern
Die Audiowiedergabe wird in deinem Browser nicht unterstützt. Du kannst die Audiodatei herunterladen.
Mit seiner verhalten-ruhigen Atmosphäre, überwiegend im Piano, kontrastiert das Andante zum vorigen Satz. Das erste Thema besteht aus einem Motiv mit drei abwärts gehenden Achteln, das im Dialog zwischen Oberstimmen (Violinen) und Bass (Fagott, ab Takt 5 auch Cello und Kontrabass) auftritt („Seufzermotiv“). Ab Takt 8 wird das Seufzermotiv in f-Moll fortgesponnen. Nach kurzer Generalpause schließt in Takt 15 das zweite „Thema“ in der Dominante B-Dur mit kontrastierender Klangfarbe an: über dem Tremoloteppich der 2. Violine und begleitet von Horn und Oboe spielt die 1. Violine ein einfaches Tonrepetitions-Motiv im pendelartigen Wechsel von B-Dur und F-Dur. Die Schlussgruppe (Takt 20–24) greift die dialogartige Struktur vom Satzanfang als Variante auf.
Die Durchführung (Takte 25–39) verarbeitet Material vom ersten Thema und führt mit viel Chromatik von f-Moll über Es-Dur nach B-Dur. Mit einem Crescendo und dem Einsatz auch von Oboen und Hörnern kündigt sich ab Takt 36 die Reprise an, die nach kurzer solistischen Einlage der 1. Violine mit einem Vorhalt auf Ces erreicht wird.
Die Reprise (Takt 39 ff.) ist ähnlich der Exposition strukturiert, allerdings ist der Teil vor dem zweiten „Thema“ erweitert und verändert (z. B. gleichmäßige Sechzehntel-Figur in der 2. Violine). Exposition sowie Durchführung und Reprise werden wiederholt.
Bezüglich der Hinleitung zur Reprise lobt Hermann Abert die „spannende Einführung“ und die „ausdrucksvolle Kadenz der Violinen.“ Georges Beck spricht bei der Schlussgruppe dagegen von einem „hingepfuschten Schluss“.

### Dritter Satz: Menuetto
g-Moll, 3/4-Takt, 51 Takte
Die Audiowiedergabe wird in deinem Browser nicht unterstützt. Du kannst die Audiodatei herunterladen.
Das Menuett ist durch den Wechsel von (meist viertaktigen) Abschnitten des ganzen Orchesters im Unisono-Forte und Piano-Passagen der Streicher gekennzeichnet. Der erste Teil ist mit 12 Takten halb so lang wie der zweite Teil mit 24 Takten. Am Satzanfang teilen sich die beiden Hornpaare (in B und G) die Stimmführung auf. Der zweite Teil beginnt als Fortspinnung des Anfangsthemas und wird nach Wiederaufgreifen desselben mit einer kurzen Coda beendet.
Das pastorale Trio steht in G-Dur und ist nur für Bläser (Oboen, Fagott, Hörner) im Piano gehalten. Die ersten vier Takte vom zweiten Teil des Trios sind imitatorisch gearbeitet.
Die Audiowiedergabe wird in deinem Browser nicht unterstützt. Du kannst die Audiodatei herunterladen.

### Vierter Satz: Allegro
g-Moll, 2/2-Takt (alla breve), 194 Takte
Die Audiowiedergabe wird in deinem Browser nicht unterstützt. Du kannst die Audiodatei herunterladen.
Das erste Thema wird von den Streichern unisono (wie im ersten und dritten Satz) und piano vorgetragen. Es ist durch den Wechsel von gleichmäßiger Viertelbewegung und punktiertem Rhythmus gekennzeichnet. Der punktierte Rhythmus ist für den weiteren Satzaufbau von Bedeutung. Ab Takt 9 wird das Thema als Variante wiederholt, nun forte und mit Stimmführung in den Oboen, den Hörnern (die sich die Melodie „aufteilen“), der Viola und im Bass, begleitet von Synkopen der Violinen. Das Unisono und die Synkopen erinnern an das erste Thema vom ersten Satz. In Takt 16 setzt die 1. Violine mit einem neuen, kontrastierenden Motiv mit Tonrepetition und Chromatik in Es-Dur piano ein. Ab Takt 26 wechselt Mozart erneut im ganzen Orchester mit Läufen und dem variierten Kopf vom ersten Thema zum Forte.
Das zweite Thema (Takte 41–48, Tonikaparallele B-Dur) im sanft-wiegenden Charakter wird von den Streichern piano vorgetragen. Auch hier findet sich wieder der punktierte Rhythmus vom Satzanfang. Das Thema wird als Variante mit Oboenbegleitung wiederholt. Ein neuer Abschnitt setzt in Takt 49 mit Kopf vom ersten Thema im Horn, Viola und Bass ein, während die Violinen mit Synkopen und Zweiunddreißigstel-Floskeln begleiten. Ab Takt 53 dominieren dann die Synkopen und der punktierte Rhythmus, dazu kommen ab Takt 63 Läufe der Streicher in Gegenbewegung. Die Exposition endet als solistisch-rezitativische Passage der 1. Violine, wie sie auch bereits ähnlich in der Hinführung zum zweiten Thema (Takt 37–40) auftrat.
Die Durchführung (Takte 77–107) beginnt als Staccato-Abschnitt in Gegenbewegung. Ab Takt 87 folgt ein neues, chromatisch aufwärts gehendes Motiv in A-Dur in 2. Violine, Viola und Bass, unterlegt vom Orgelpunkt auf A (G-Hörner: als Liegeton, 1. Violine: als Tremolo). Nach vier Takten geht das Motiv in einen stürmischen Achtellauf über. In Takt 94 rückt die 1. Violine im Tremolo von Fis zu G, anschließend wird das ganze Motiv in G-Dur wiederholt. Nach weiteren Achtelläufen, Synkopen und „zwei müde herabsinkenden Takten der ersten Violinen“ wird – wiederum mit rezitativischem Charakter – die Reprise in Takt 108 erreicht. Diese ist ähnlich der Exposition strukturiert. Exposition sowie Durchführung und Reprise werden wiederholt. Der Satz schließt mit einer Coda (Takt 187 ff.) mit fallenden Streicherfiguren im Unisono.

## In der Populärkultur
Die Eröffnungsszene des 1984 erschienen biographischen Films Amadeus ist mit dem ersten Satz der 25. Sinfonie unterlegt. Die Szene zeigt, wie Salieri, der im Film als Widersacher und Neider Mozarts dargestellt wird, nach einem Selbstmordversuch gefunden wird. Die Sinfonie untermalt die Szene dramatisch.